# Pesenbacher Flügelaltar

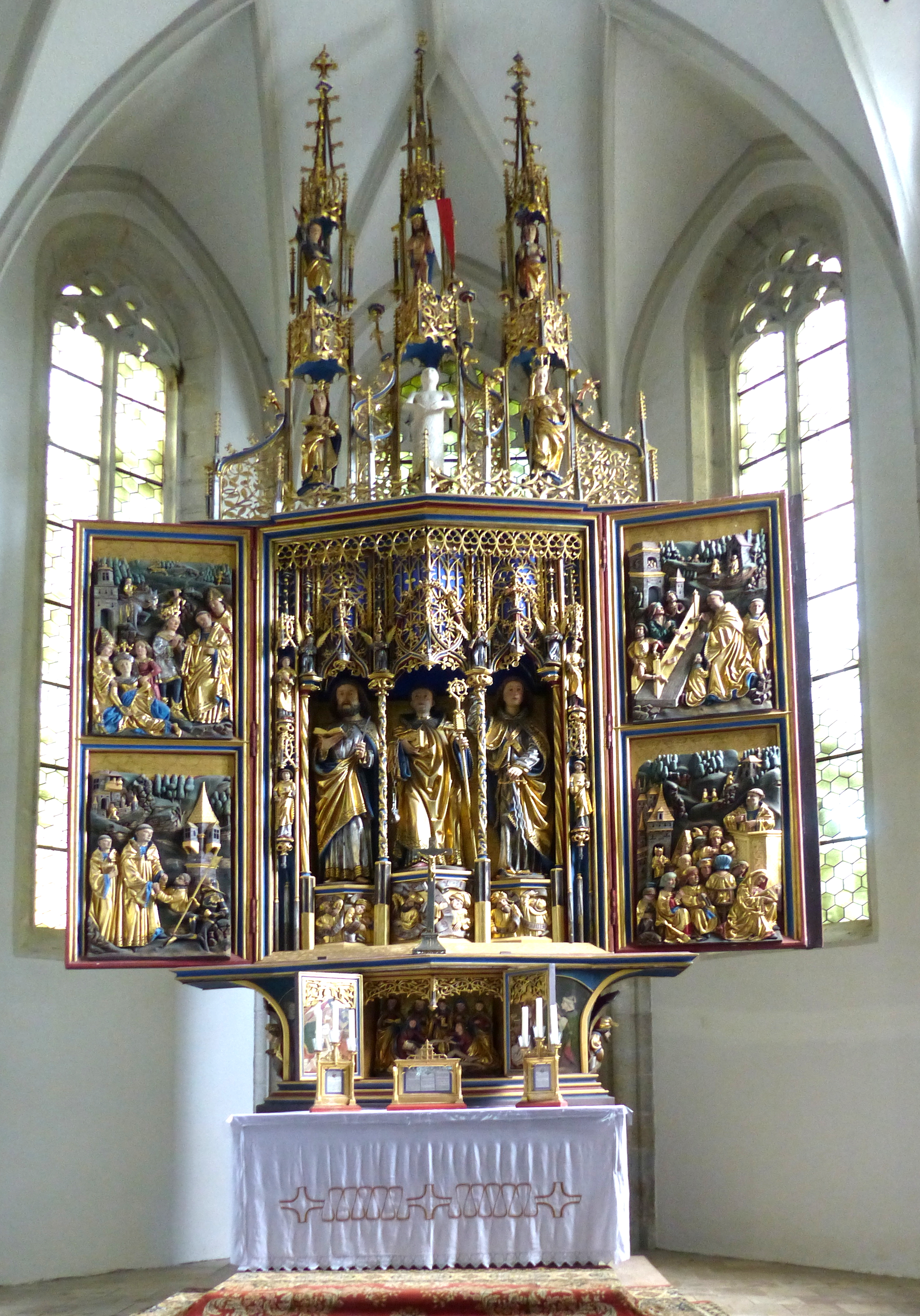
Pesenbacher Flügelaltar

Der Pesenbacher Flügelaltar ist ein spätgotischer Flügelaltar und dient als Hochaltar der Filialkirche Pesenbach in der Gemeinde Feldkirchen an der Donau in Oberösterreich.

## Geschichte
Der Pesenbacher Flügelaltar wurde Ende des 15. Jahrhunderts geschaffen. Am linken Rand des rechten unteren Flügelreliefs steht auf einer schrägen, goldenen Abdachung eine schwer erkenntliche Jahreszahl, die jedenfalls mit der Jahrhundertangabe „14“ beginnt. Als Stifter des Altars kommt unter anderem die Familie Premser vom nahe gelegenen Schloss Mühldorf in Frage.

## Restaurierung
Friedrich Gottlieb Mayer, Prior von Stift Sankt Florian, beauftragte kurz nach seinem Amtsantritt im Jahr 1854 den akademischen Maler Ferdinand Scheck mit der Restaurierung des Pesenbacher Flügelaltars. Beaufsichtigt wurden die Restaurierungsarbeiten durch Adalbert Stifter, der als Konservator für Oberösterreich bereits Erfahrung bei der Restaurierung des Kefermarkter Flügelaltars gesammelt hatte.

## Beschreibung
Der Pesenbacher Hauptaltar ist über 10 Meter hoch. Über der Altarplatte aus massivem Granit befindet sich die Predella, die ein geschnitztes Mittelstück mit der Beweinung Christi und zwei kleine bewegliche Flügel mit Bildern außen und innen umfasst. Darüber erhebt sich der Schrein mit den drei lebensgroßen Hauptfiguren, dem heiligen Leonhard von Limoges als Kirchenpatron in der Mitte, flankiert vom Erzengel Michael und dem Apostel Bartholomäus. Die schließbaren Flügel zeigen geöffnet vier Reliefbilder aus dem Leben des Kirchenpatrons.
In der Filialkirche befindet sich übrigens ein zweiter Flügelaltar. Der kleine und unvollständig erhaltene Leonhardialtar im linken Seitenschiff stammt aus der Zeit um 1500. Der ehemals dritte, im Jahr 1499 geschaffene Flügelaltar wurde in der zweiten Hälfte des 19. Jahrhunderts „wegen großer Schadhaftigkeit“ aus der Kirche entfernt und gelangte um 1895 nach St. Florian. Der unvollständig erhaltene Altar, bei dem Predella, Gesprenge und Jesuskind verloren gingen, wurde 1981 bis 1985 durch die Werkstätten des Bundesdenkmalamtes restauriert und ist in der Kunstsammlung des Stifts zu besichtigen. Auf Grund der Gemeinsamkeiten vor allem bei den Malereien könnten die drei Pesenbacher Flügelaltäre aus derselben Werkstatt stammen, die im Raum Freistadt vermutet wird.